# كييتا ناكامورا (لاعب كرة قدم)
كييتا ناكامورا (باليابانية: 中村 慶太) (30 يونيو 1993 في تشيبا في اليابان – )؛ هو لاعب كرة قدم ياباني سابق كان يلعب كلاعب وسط.

## وصلات خارجية
- كييتا ناكامورا على موقع رابطة كرة القدم اليابانية للمحترفين (اليابانية)
- كييتا ناكامورا على موقع إي إس بي إن إف سي (الإنجليزية)
- كييتا ناكامورا على موقع قاعدة بيانات كرة القدم.إي يو (الإنجليزية)
- كييتا ناكامورا على موقع Soccerbase.com (لاعب) (الإنجليزية)
- كييتا ناكامورا على موقع Soccerway.com (الإنجليزية)
- كييتا ناكامورا على موقع عالم كرة القدم.نت (الإنجليزية)